# ISO/IEC 14764
ISO/IEC 14764:2006 es un estándar que amplía la "gestión del proceso de mantenimiento descrito en la norma  ISO/IEC 12207". Este estándar establece definiciones para los diversos tipos de mantenimiento software, dentro de este proceso proporciona orientación que se aplica a la planificación, ejecución y control, revisión y evaluación, y cierre del proceso de este mantenimiento. En su alcance, incluimos múltiples productos de software con los mismos recursos de mantenimiento.
Este estándar proporciona el marco de desarrollo dentro del cual los planes de mantenimiento de software genéricos o específicos van a poder ejecutarse, evaluarse y adaptarse al alcance o magnitud del mantenimiento en determinados proyectos software. Gracias a este marco, se va a poder usar herramientas, técnicas y métodos idóneos para un correcto mantenimiento software.
ISO/IEC 12207 está escrito principalmente para encargados del mantenimiento software, y por los responsables del desarrollo y el aseguramiento de la calidad de dicho software, aunque también puede ser utilizado por los usuarios de los sistemas que contiene software que proporciona ayuda al plan de mantenimiento.
El estado de este estándar es publicado el 23 de agosto de 2006 y el 14 de febrero de 2020 se encuentra en proceso de revisión.

## Categorización del estándar

### Según su origen
Según su origen o creación lo catalogamos como un estándar de JURE. 
Este tipo de estándares son producidos por una institución del gobierno o, como ocurre en este caso, por una organización internacional reconocida como es ISO (International Organization for Standarization).
Para la creación del estándar, el grupo encargado de la estandarización (en este caso la organización ISO) debe seguir un proceso abierto que permite a todos participar para llegar al consenso.
Este estándar se desarrolla con respecto a las normas internacionales que se redactan de acuerdo con las reglas establecidas en las Directivas ISO/IEC. La principal tarea del comité técnico conjunto es preparar normas internacionales. 
Los proyectos de normas internacionales adoptadas por el comité son enviados a los organismos nacionales para su votación.
La posterior publicación como norma internacional, como es este caso, requiere la aprobación de al menos un 75% de los organismos nacionales con derecho a voto.

### Según sus posibilidades de aplicación
Podemos considerar este estándar como abierto debido a que, según su definición, un estándar abierto es aquel cuya base es la cooperación y el consenso entre un grupo de personas, permitiendo que las personas compartan los datos libremente. Para la aprobación de su última versión (2006) fue necesario una aprobación de un 75% de los organismos nacionales.
Por otro lado, un estándar abierto no debe limitar su uso a una única empresa, cosa la cual no aplica este estándar, ya que está disponible, o bien en varias implementaciones completas por compañías en competencia, o bien como una implementación completa para todas las partes, estando de esta forma libre de cláusulas legales o técnicas que limiten su uso en cualquier modelo de negocio.

### Según la materia que estandarizan
Dado que su principal objetivo se enfoca en el mantenimiento y gestión del software, la materia por tanto la cual estandariza este estándar se trata de cualquier tipo de proyecto que contenga software.

### Según su ámbito de aplicación
Se trata de una norma internacional, protegido por copyright por la ISO y la IEEE. 
A excepción de lo permitido por las leyes aplicables de país del usuario, ni esta norma ISO/IEEE ni cualquier extracto de la misma puede ser reproducida, almacenada en un sistema de recuperación o transmitida en cualquier forma o a través de cualquier medio: electrónico, fotocopia, grabación o cualquier otra manera, sin el permiso previo y por escrito de ser asegurado.
Las solicitudes de autorización para reproducir deberán dirigirse a las normas ISO o la IEEE.

### Catálogo de Estándares ICS
Dentro del catálogo de ISO, este estándar lo encontramos en:
- Nivel 1(Campo): 35: INFORMATION TECHNOLOGY.
- Nivel 2(Grupo): 080: SOFTWARE, INCLUDING SOFTWARE DEVELOPMENT, DOCUMENTATION AND USE[4]

## Historia del estándar

### Versiones del estándar
La primera edición de la norma ISO / IEC 14764 fue preparada por ISO IEC JTC / 1 / SC 7. La edición actual es el resultado de la fusión de la edición original con IEEE Std 1219-1998. ISO / IEC JTC 1 / SC 7 y la IEEE Computer Society colaboraron en este proyecto para fusionar las dos normas. 
Esta segunda edición anula y sustituye a la primera edición (1999).
ISO/IEC 14764:1999 
6 de enero de 1995 se registró el proyecto en el TC/SC

11 de noviembre de 1999 se publicó la norma internacional

9 de junio de 2003 pasó a revisión

23 de agosto de 2006 se retiró la norma internacional y fue sustituida por la versión de 2006

ISO/IEC 14764:2006 
5 de enero de 2004 se aprobó un nuevo proyecto derivado del proceso de revisión del estándar ISO/IEC 14764:1999

23 de agosto de 2006 se publicó la norma internacional

14 de febrero de 2020 pasó a revisión

## Definiciones
Los conceptos que se definen en el estándar y ayudan a su comprensión son los siguientes
- Mantenimiento adaptativo.
- Mantenimiento correctivo.
- Mantenimiento de emergencia.
- Mantenibilidad.
- Mejora.
- Modificación de solicitud.
- Mantenimiento perfectivo.
- Mantenimiento preventivo.
- Informe de incidencia.
- Mantenimiento de software.
- Transición de software.

## Procesos de mantenimiento
El proceso de mantenimiento propuesto en esta norma internacional comprende las actividades y tareas necesarias para modificar un producto software que ya existe. La persona encargada del mantenimiento debe asegurarse haber definido el proceso de mantenimiento de software antes de su desarrollo. ISO/IEC 14764:2006 proporciona los pasos a seguir con el objetivo de llevar a cabo las tareas de mantenimiento.

### Implementación del proceso
La persona encargada del mantenimiento deberá desarrollar, documentar y llevar a cabo los planes y procedimientos para la realización de las actividades y tareas del proceso de mantenimiento. El plan de mantenimiento debe documentar la estrategia que se utiliza para mantener el sistema, mientras que los procesos de mantenimiento deben proporcionar un enfoque más detallado sobre como llevar a cabo el mantenimiento en la realidad.

Las entradas o inputs para la actividad de implementación deben incluir:
- Líneas de base pertinente.
- La documentación del sistema, si está disponible.
- Una modificación de solicitud (MR) o un informe de incidencia (PR).

Con el fin de desarrollar planes el mantenimiento, el responsable debe realizar las siguientes tareas:
- Facilitar que el promotor del software comprenda el concepto de mantenimiento y su alcance.
- El responsable de mantenimiento debe ser designado por escrito.
- Determinar los costes de mantenimiento.
- Realizar evaluaciones del mantenimiento del sistema.
- Documentar el proceso de mantenimiento utilizando los procedimientos de operación.

Una vez realizadas estas tareas, las principales salidas o productos esperados son:
- Plan de mantenimiento.
- Procedimientos de mantenimiento.
- Manual de mantenimiento.
- Planes de retroalimentación del usuario.
- Evaluación de mantenimiento.

### Análisis de problemas y modificación
Esta y las sucesivas actividades se activan después de la transición software y se llaman iterativamente cuando la necesidad de modificación surge. El responsable de mantenimiento deberá analizar el informe de problemas o solicitud de modificación por su impacto en la organización, el sistema existente y los sistemas de interfaz para el tipo, el alcance y la criticidad.

Las entradas esta sección deben ser:
- Documentación del sistema.
- Información de estado de configuración.
- Requerimientos funcionales.
- Requisitos de interfaz.
- Las salidas de la actividad del proceso de implementación.

Con el fin de asegurar que la solicitud de modificación es factible, el responsable debe realizar las siguientes tareas:
- Determinar si el responsable cuenta con suficiente personal para implementar la modificación propuesta.
- Determinar si el programa tiene un presupuesto adecuado para implementar la modificación propuesta.
- Determinar si hay suficientes recursos disponibles y si esta modificación afectará a proyectos en curso.
- Evaluar las restricciones de software o hardware que pueden resultar de las modificaciones.
- Determinar los costos a largo plazo.
- Determinar el valor de la ventaja de hacer la modificación.

Después de realizar todas estas tareas, las salidas esperadas deberán ser:
- Análisis de impacto.
- Documentación actualizada.
- Prioridad inicial.
- Requisitos actualizados.

Las salidas o outputs de esta actividad deben incluir:
- Actualización de planes de pruebas y procedimientos.
- Documentación actualizada.
- Modificación del código fuente.
- Presentación de informes de prueba.
- Requisitos actualizados.
- Actualización de planes e informes de pruebas.

### Modificación de aplicación
Durante la actividad de modificación, el responsable desarrolla y pone a prueba la modificación del producto software. El responsable deberá establecer una conducta de análisis y determinar qué documentación, unidades de software, y versiones de los mismos necesitarán ser modificados. Todo este proceso deberá ser documentado.
La ejecución de este proceso de mantenimiento incluye las siguientes tareas:
- Identificar los elementos a ser modificadas en el sistema existente.
- Identificar los elementos de la interfaz afectadas por la modificación.
- Identificar la documentación que se debe actualizar.
- Actualizar la documentación del software.

### Revisión de mantenimiento/Aceptación
En esta parte del proceso se asegura que se ha seguido la metodología adecuada para la modificación del sistema y que efectivamente dichas modificaciones han sido satisfactorias.

### Migración
En el ciclo de vida de cualquier software puede ser necesario trasladar el entorno actual a uno nuevo. Para poder realizar este traslado de una forma apropiada, el equipo de mantenimiento debe determinar las acciones competentes para el mismo y luego desarrollar y documentar cada uno de los pasos a seguir para llevar la migración a buen puerto.

### Retirada del software
Cuando el software ha alcanzado el final de su ciclo de vida debe ser retirado del mercado. Con el objetivo de ejecutar una buena retirada, un análisis (normalmente basado en el coste/impacto económico) debe realizarse, incluyendo en el mismo el plan de retirada.
Las tarea principal consiste en el desarrollo de un plan de retirada que notifique a los usuarios, ofreciendo alternativas, avisando conforme se acerca el momento del retiro final y notificando cuando finalmente la retirada se haya llevado a cabo. En dicho plan debe incorporarse también la exportación de los datos recogidos por el software a lo largo de su ciclo de vida.
Entre otras, las tareas que deben ser desarrolladas por el equipo de mantenimiento son las que siguen:
- Analizar los requisitos de la retirada.
- Determinar el impacto de la retirada del producto.
- Identificar el software sustituto, en caso de que lo hubiera.
- Establecer una calendario con las fechas clave en la retirada del software.
- Identificar aquello que fuera necesario para un futuro soporte
- Definir y documentar los pasos del proceso de retirada.

## Consideraciones en la ejecución del estándar
El proceso de ciclo de vida del mantenimiento del Software, comienza con la implementación de procesos dónde se realiza una previa planificación, posteriormente se modifica el código y se documenta si nos surge un problema o una necesidad de mejora, para posteriormente retirar el producto Software. Siendo su objetivo principal el mantenimiento del producto software ya existente, preservando ante todo su integridad.
Este proceso de mantenimiento es necesario debido a que dentro del entorno operativo, podemos detectar errores, y surge la necesidad de corregirlos. Tenemos que tener en cuenta que si el producto Software se desarrolla utilizando Computer-Aided-Software-Engineering (CASE), todavía se necesita mantenimiento. También en el caso si no se desarrolla código de aplicación, es decir, el producto software se compone exclusivamente de productos off-the-shelf por el adquiriente o el proveedor, suele implicar la modificación de las interfaces, tanto de datos y de funcionamiento con el producto. No obstante, se deben considerar los requisitos implícitos y las limitaciones impuestas al desarrollador original, si las circunstancias han cambiado, algunos de los requisitos originales pueden no ser aplicables.
En el caso de que se detecten problemas durante la ejecución del desarrollo, operaciones y procesos de mantenimiento de la norma ISO/IEC 12207, estos se registran y son supervisados por el proceso de resolución de problemas en la norma ISO/IEC 12207. Estas solicitudes de modificación son conocidas como MRS o informes de problemas RP. Dentro de los Sistemas de Ingeniería ISO/IEC 15288, gracias al mantenimiento se asegura que el producto software continúa para satisfacer las necesidades de los usuarios. El mantenimiento de software va a ser aplicable usando cualquier modelo de ciclo de vida de desarrollo (incrementales, cascada, evolutivo). Para controlar el mantenimiento en sistemas que están disponibles las 24h del día, y los 7 días de la semana, se debe planear con cuidado a fin de no degradar el acuerdo sobre el nivel de servicio.

## Certificación del estándar
No se han encontrado Organismos que Certifiquen en España el cumplimiento de esta Norma Internacional.